# 星になりたかった君と
『星になりたかった君と』（ほしになりたかったきみと）は遊歩新夢（ユウホ ニイム）による日本の小説。2020年12月18日に実業之日本社から刊行された。天文学者を目指し大学を休学している大学生の青年と心臓病を患っている女性が星祭りで出会ったことで互いの運命が交錯していく姿を描くラブストーリー。第1回令和小説大賞受賞作。
2021年1月に眞栄田郷敦主演によりテレビドラマ化された。

## 登場人物
鷲上秀星（わしがみ しゅうせい）
大学生。祖父と見つけた新星を第三者に横取りされて星から離れていたが、星祭りの会場で那沙という女性と出会ったことがきっかけで再び新星発見への意欲が湧くようになる。
琴坂那沙（ことさか なさ）
秀星が星祭りの会場で出会った女性。心を閉ざしていた秀星に新星発見への意欲を呼び戻すきっかけを作る。

## 書誌情報
- 遊歩新夢（著） 『星になりたかった君と』、実業之日本社、2020年12月18日発売、ISBN 978-4-408-53773-3

## テレビドラマ
2021年1月5日（4日深夜）・1月6日（5日深夜）の 0時59分 - 1時29分に日本テレビ系で放送された。主演は地上波ドラマ初主演となる眞栄田郷敦、ヒロイン役を日向坂46の渡邉美穂が演じた。

### キャスト
- 鷲上秀星（休学中の大学生） - 眞栄田郷敦
- 琴坂那沙（心臓病を患っている女性） - 渡邉美穂（当時日向坂46）
- ナユタ（那沙の前に現れる謎の青年） - 板垣瑞生[4][5]
- 琴坂詩織（那沙の姉） - 高月彩良[4][5]
- 鷲上貴生（秀星の祖父） - 嶋田久作[4][5]
- 鷲上洋二（秀星の父） - 山中聡[6]
- 鷹見真二（大学教授で貴生の教え子） - 大西武志[6]

### スタッフ
- 原案 - 遊歩新夢 『星になりたかった君と』（実業之日本社）
- 監督 - 薮内省吾
- 脚本 - 武井彩
- 主題歌 - 神はサイコロを振らない 『クロノグラフ彗星』（Virgin Music / UNIVERSAL MUSIC）[7]
- プロデュース - 植野浩之
- プロデューサー - 横山祐子、梶原富治（ROBOT）
- 制作 - 南波昌人
- 制作プロダクション - ROBOT
- 製作・著作 - 日本テレビ

### 星になりたかった君と〜もうひとつの物語〜
『星になりたかった君と』の放送終了後に動画配信サイト『Hulu』で配信されたオリジナルストーリー。本作とは異なる展開やエンディングなどが描かれた。

#### キャスト（スピンオフドラマ）
- 眞栄田郷敦
- 渡邉美穂
- 高月彩良
- 嶋田久作
- 山中聡
- 大西武志